# Yana Yazova
Yana Yazova (en búlgaro Яна Язова) era el seudónimo de Liuba Todorova Gancheva (Люба Тодорова Ганчева) (Lom, 23 de mayo de 1912-Sofía, 9 de julio de 1974), una intelectual y escritora búlgara también conocida como Liuba Gantcheva.

## Biografía

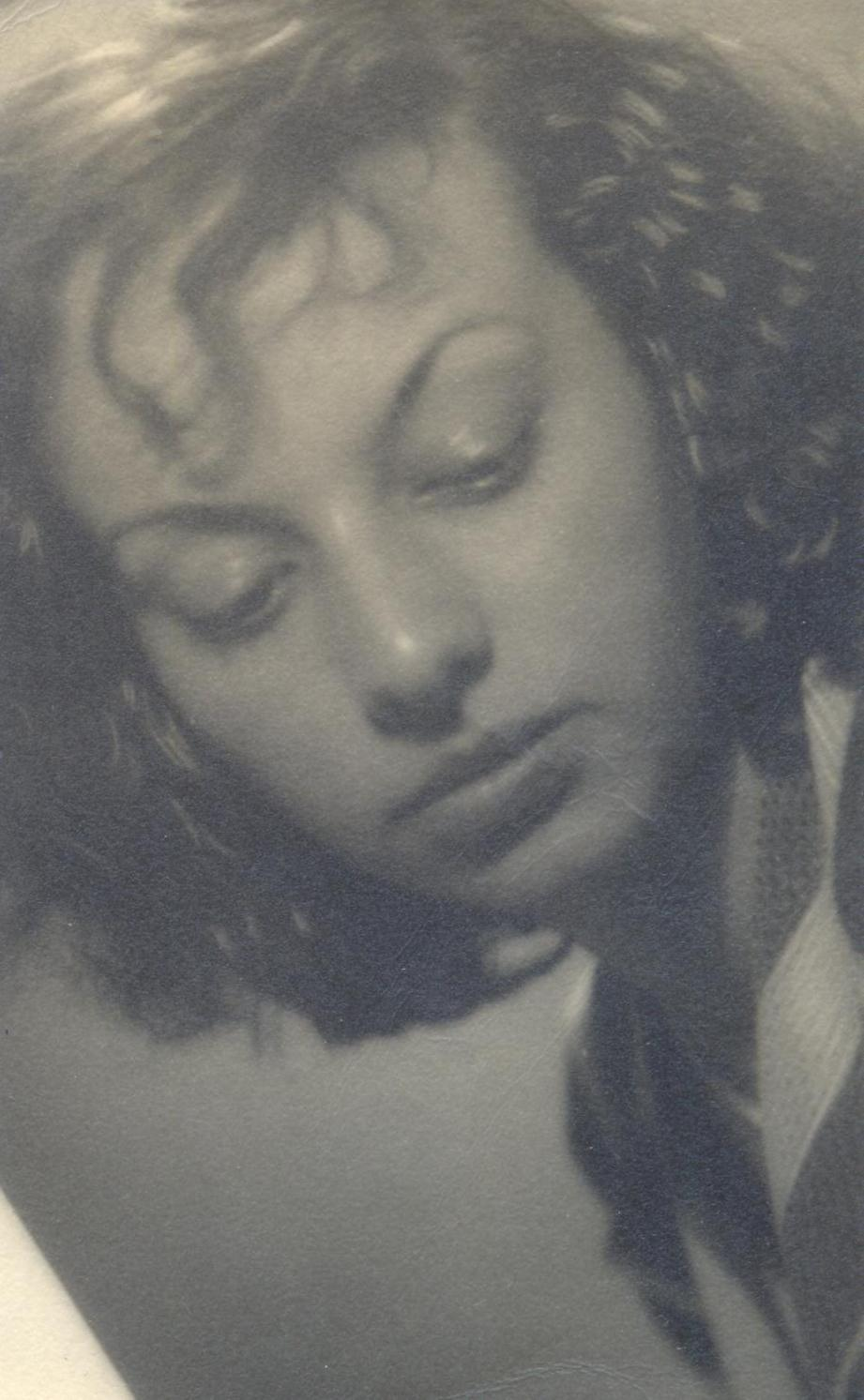
Yana Yazova

Nació en Lom y se graduó como maestra en filología eslava en la Universidad de Sofía en 1935. Gancheva también estudió filología francesa en La Sorbona. Publicó una obra histórica dramática The Last of the Pagans' y una novela Captain en 1940. De 1942 a 1943, fue co-editora de la revista infantil Blok con el profesor Alexander Balabanov, su mentor y amante. Gancheva estaba casada con otro hombre desde 1943. Fue presionada para escribir poesía y ensalzar y promover el comunismo pero, contrariamente, prefirió permanecer recluida.
Su poesía fue traducida al esperanto, checo, serbio y ucraniano. Viajó mucho por Europa y Europa del Este y escribió, frecuentemente sobre sus viajes.
Su novela histórica Alexander of Macedon y su trilogía Balkans fueron obras publicadas después de su muerte.
Fue encontrada asesinada en su casa de Sofía en 1974.

## Obra[2]
- Yazove, poesía (1931)
- Revolt, poesía (1934)
- Crosses, poesía (1935)
- Ana Dyulgerova, novela (1936)